# Коринфский конгресс
Коринфский конгресс 338/337 до н. э. — собрание представителей почти всех греческих государств Балканского полуострова, созванное Филиппом II Македонским для заключения всеобщего мира и создания панэллинского союза. Это мероприятие фактически завершило процесс подчинения балканской Греции македонскому господству. 

## Политическое урегулирование в Северной и Средней Греции
После битвы при Херонее, подчинения Фив и заключения Демадова мира с Афинами, никто в Греции больше не мог оказать македонянам достойного сопротивления и помешать им устанавливать выгодные для себя порядки.
Осенью 338 до н. э. Филипп занялся урегулированием отношений с государствами, поддержавшими Афины и Фивы при Херонее, а также с теми, кто сохранял нейтралитет.
В Средней Греции Фокида была его союзником, и фактически находилась под полным контролем, Восточная Локрида попала в зависимость от Македонии еще до Херонейской битвы. Теперь Филипп передал локрам крепость Никею, прикрывавшую с юга Фермопильский проход.
Западная Локрида была подчинена в ходе Четвертой Священной войны. Захваченный тогда же у ахейцев Навпакт был передан союзникам Филиппа этолийцам.
Эвбейский союз, чьи войска сражались против Македонии при Херонее, капитулировал после этого поражения. Филипп обошелся с эвбейцами милостиво, ограничившись вводом македонского гарнизона в важнейший город — Халкиду. Более того, к Эвбее присоединялась береговая полоса Беотии, расположенная напротив Халкиды. Этим Филипп вбивал клин между прежними союзниками. Политические противники Македонии на острове репрессиям не подверглись, но через некоторое время братья Каллий и Тавросфен, создатели Эвбейского союза, были вынуждены удалиться в изгнание в Афины, где по предложению Демосфена им было дано гражданство.
В Северо-Западной Греции покорилась Акарнания, где власть перешла в руки промакедонской партии, а её противники были изгнаны. Амбракия также сдалась, в ней свергли демократию и ввели македонский гарнизон.
Эпир был подчинен еще в 343 до н. э., теперь за ним окончательно закреплялись греческие полисы Пандосия, Элатея и Бухета в Кассопии, подаренные Филиппом в 342 до н. э. 
Коринф, входивший в антимакедонскую коалицию, поначалу собирался сопротивляться, но затем сдался, и там был поставлен македонский гарнизон. Мегары также капитулировали.
Ахейский союз сдался и заключил союз с Македонией. В отношении ахейцев царь ограничился тем, что отобрал у них Навпакт.

## Поход на Пелопоннес
Затем царь решил заняться укреплением отношений со своими пелопоннесскими союзниками: Аргосом, Аркадским союзом, Мессенией и Элидой. Вместе с их войсками Филипп провел карательную экспедицию против Спарты.
Согласно историческому анекдоту, сохранившемуся у Плутарха, Филипп письменно запросил у спартанцев: как они хотят, чтобы он пришел в их страну — как друг или как враг? — на что получил лаконичный ответ: «А никак».
Момент для вторжения оказался весьма удачным, так как царь Архидам, нанятый Тарентом для борьбы с луканами, недавно погиб в сражении (по словам Диодора, это произошло в самый день битвы при Херонее), и те спартанцы, что были в его войске, наверняка еще не успели вернуться на родину.
Поскольку никакого повода нападать на Спарту, не принимавшую участия в войне с Македонией, не было, Филипп предложил спартанцам уладить дело миром, просто потребовав отдать македонским союзникам спорные пограничные территории.
Спартанцы, разумеется, от такого мира отказались, и тогда Филипп опустошил их страну, не тронув, впрочем, самой столицы. По результатам кампании Аргос получил Фиреатиду, Тегея — Кариатиду, Мегалополь — Скиритиду, Белбинатиду и, возможно, Эгитиду, Мессения — Денталиатиду, на западном склоне Тайгета. Спарта лишилась почти всех периекских земель, сохранив только исконные лаконские.
Таким образом Спарта была ослаблена, а соседние государства, усилившиеся за её счет, оказались еще крепче привязаны к Македонии, так как должны были опасаться попыток спартанского реванша.

## Учредительная сессия Коринфского конгресса
В конце осени или начале зимы 338 до н. э. в Коринф на учредительную сессию конгресса съехались представители всех греческих государств, кроме Спарты, которая приглашение проигнорировала.

Одни только лакедемоняне отнеслись с презрением и к царю и к его установлениям, считая не миром, а рабством тот мир, о котором не сами государства договорились, а который дарован победителем.— Юстин, IX, 5, 3.
Программа конгресса была заранее изложена Филиппом в соответствующем эдикте.
Первым и главным постановлением конгресса было провозглашение общего мира в каждом отдельном полисе и во всей Элладе в целом. Государственные порядки, существовавшие в странах — участницах договора на момент его заключения, объявлялись незыблемыми. Как гласила соответствующая часть официальной присяги, фрагменты текста которой были обнаружены в Афинах:

И я не буду ниспровергать ни царской власти Филиппа и его потомков, ни государственных устройств, существовавших у всех участников, когда они приносили клятвы на верность миру.— цит. по: Фролов, с. 539.
Согласно Псевдо-Демосфену, в договоре было записано, что

члены Союзного совета и лица, поставленные на страже общего дела, должны заботиться о том, чтобы в государствах, участниках мирного договора, не применялись ни казни, ни изгнания, вопреки установленным в этих государствах законам, ни отобрания в казну имуществ, ни передел земли, ни отмена долгов, ни освобождение рабов в целях государственного переворота.— Демосфен, XVII. О договоре с Александром, 15.
Таким способом Филипп пытался навсегда сохранить власть за своими сторонниками в греческих государствах.
Помимо гражданского мира, устанавливался мир политический. Войны между государствами запрещались, а в случае нарушения запрета участники договора должны были совместно выступить против нарушителя.
Между греками и македонским царем заключался военный союз — формально равноправный. Оговаривалась свобода греков от уплаты какой-либо подати и принятия чужих гарнизонов (что выглядело особенно забавным, так как македонские гарнизоны уже стояли в важнейших местах и уходить оттуда не собирались). Участники союза лишь обязывались поставлять в союзное войско свои отряды и корабли, согласно точно установленной квоте. Согласно Юстину, общая численность этих контингентов достигала 200 тыс. пехоты и 15 тыс. всадников.
В качестве высшего политического органа союза создавался синедрион, куда входили представители от отдельных государств, причем размер представительства фактически определялся размером поставляемых в союзную армию контингентов.
Македонский царь, не входивший в состав союза, объявлялся его гегемоном, и, несмотря на декларируемое равноправие, именно он был настоящим господином, а остальные греки – лишь его сателлитами.

## Вторая сессия. Война с Персией
Вторая сессия Коринфского конгресса открылась, как полагают, в начале лета 337 до н. э. и была посвящена обсуждению предложенного Филиппом грандиозного «национального» проекта — войны с Персией. На этот раз в Коринф съехались выбранные общинами члены синедриона. Выслушав предложение Филиппа, которое отнюдь не являлось тайной (по-видимому, слухи о готовящейся войне македонский царь распускал еще перед первой сессией), синедрион его немедленно одобрил.
Особым постановлением Филиппу были переданы чрезвычайные полномочия, он назначался стратегом-автократором союза. Вероятно, тогда же было принято решение, запрещавшее эллинам служить наемниками у варваров — важнейшее постановление, опираясь на которое, Александр позднее беспощадно расправлялся с греками, служившими персидскому царю, как с изменниками общегреческому делу.
Весной 336 до н. э. первые македонские отряды переправились в Малую Азию, и только убийство царя остановило начавшуюся кампанию.